# 蜂巢胃

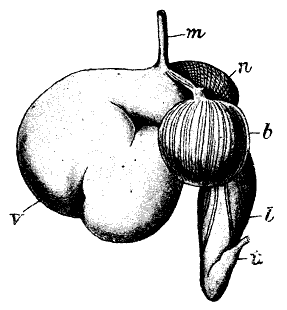
牛的胃：m—食管终端，v—瘤胃，n—网胃，b—重瓣胃，l—皱胃，t—小肠开端

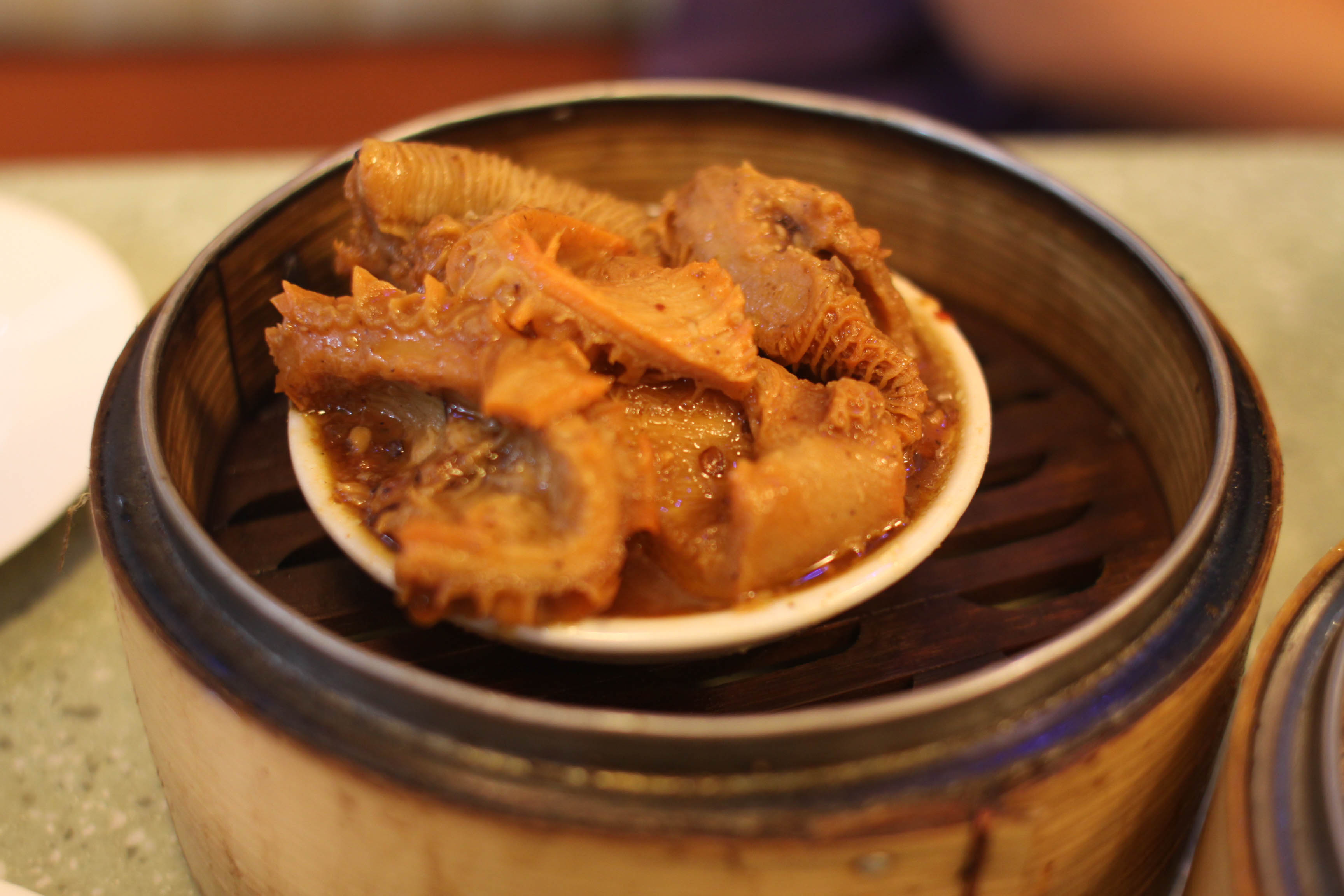
廣東點心的金錢肚

蜂巢胃，又稱網胃、金錢肚，是反刍动物的第二個胃，也叫網胃，內壁有類似蜂巢形狀六角形的突起，並有分解食物纖維之細菌。食物會由蜂巢胃擠回口腔咀嚼反刍。經反刍後比較小的食物粒子會進入重瓣胃作進一步消化。
在粵菜中，牛的蜂巢胃可作為食材，因為其表面的蜂窩狀紋路看起來像是一枚一枚的銅錢，所以在當地又叫「金錢肚」。